# Eucaterva labesaria
Eucaterva labesaria är en fjärilsart som beskrevs av Augustus Radcliffe Grote 1882. Eucaterva labesaria ingår i släktet Eucaterva, och familjen mätare. Inga underarter finns listade i Catalogue of Life.